# Strumigenys hindenburgi
Strumigenys hindenburgi är en myrart som beskrevs av Auguste-Henri Forel 1915. Strumigenys hindenburgi ingår i släktet Strumigenys och familjen myror. Inga underarter finns listade i Catalogue of Life.